# Хандальск
Хандальск — село в Абанском районе Красноярского края России. Административный центр Хандальского сельсовета.

## История
Основано в 1719 году. По данным 1926 года в деревне Хандальская имелось 53 хозяйства и проживало 259 человек (в основном — русские). Функционировала школа. В административном отношении являлась центром Хандальского сельсовета Абанского района Канского округа Сибирского края.

## География
Село находится в восточной части Красноярского края, на левом берегу реки Бирюса, вблизи места впадения в неё реки Черчет, на расстоянии приблизительно 76 км (по прямой) к северо-востоку от посёлка Абан, административного центра района. Абсолютная высота — 172 м над уровнем моря.

## Население
| 1926 | 1989 | 2002 | 2010 |
| ---- | ---- | ---- | ---- |
| 259  | ↗348 | ↘311 | ↘222 |

Гендерный состав
По данным Всероссийской переписи населения 2010 года, в селе проживало 518 человек (285 мужчин и 233 женщины).
Национальный состав
Согласно результатам переписи 2002 года, в национальной структуре населения русские составляли 96 %.

## Улицы
- ул. Лесная,
- ул. Набережная,
- пер. Тихий,
- ул. Центральная,
- ул. Школьная[8].

## Инфраструктура
В селе функционируют средняя школа, фельдшерско-акушерский пункт, библиотека, отделение Почты России и сельсовет.